# Niels Lunde Reiersen
Niels Lunde Reiersen (født 16. februar 1742 i København, død 20. juli 1795) var en dansk fabrikembedsmand, handelsmand og fondsstifter.
Niels Lunde Reiersenns fader, Peter Reiersen, var bogholder ved det almindelige varemagasin; moderen var Anna Elisabeth, født Lunde. Som dreng synes han at have været et uroligt hoved, hvorfor han en tid sendtes til søs. I 1756 blev han student og 1760 blev han juridisk kandidat. Samme år adjungeredes han faderen som bogholder ved Varemagasinet, og 1763 betroedes det ham at gå med en prøvesending af magasinets varer til Thorn i Polen. Da magasinet 1768 omordnedes, blev han dets bogholder og kasserer, og året efter blev han tillige sekretær ved en kommission, der skulle have opsyn med landets fabrikvæsen, hvad der førte til, at han i 1774 blev selvstændig fabrikkommissær for København med titel af agent. Da Varemagasinet på ny omordnedes i 1777, blev han medlem af dets direktion og 1782, da det ophørte, medlem af fabrikdirektionen; 1783 fik han etatsrådstitlen. 
I sin stilling som fabrikkommissær (1774-77) viste han sig som en energisk embedsmand med et klart syn på forholdene; men foruden at være embedsmand var han tillige både fabrikant og købmand. Fra begyndelsen af 1775 overtog han den af Staten i sin tid drevne kongelige Silkefabrik, som hans fader fra 1760 havde været medejer af. I denne sin industrielle virksomhed nød han Statens støtte i væsentlig grad; fra 1786 var grosserer Hans Brandorph hans kompagnon i fabrikken. Det er dog næppe ved denne virksomhed, at han tjente sin store formue, men snarere ved den handelsforretning, han fra omtrent 1775 drev sammen med Frédéric de Coninck. 
Handelshuset de Coninck & Reiersen deltog dristig og heldig i den handelskamp, som de daværende krigsforhold åbnede for de neutrale magter. Det bragte en række skibe, som tilhørte krigsførende staters undersåtter, under dansk flag. Det gennemførte også sejrrigt de private ostindiske ekspeditioner, hvad der rejste en storm imod det i Det asiatiske Kompagni, der tidligere havde haft monopol på denne handel, og det skal endnu nævnes, at det (1787) overtog det østersøisk-guineiske Kompagni. 1783 købte Reiersen godserne Nysø, Jungshoved og Oremandsgård og 1785 Lilliendal og Høvdingsgaard. 1790 udtrådte han af kompagniskabet med de Coninck, og Reiersen, der i sine sidste leveår var svagelig, døde 1795. Han var ugift.
Ved sit testamente af 30. marts 1793 stiftede han det noksom bekendte Reiersenske Fond, der skulle tjene til "Manufakturvæsenets og Industriens Udvidelse og Forøgelse" både ad teoretisk og praktisk vej i København og de sjællandske købstæder. Beholdningen i hans bo, der overgik til fondet, var ca. 499.000 Rdl.